# Право на труд

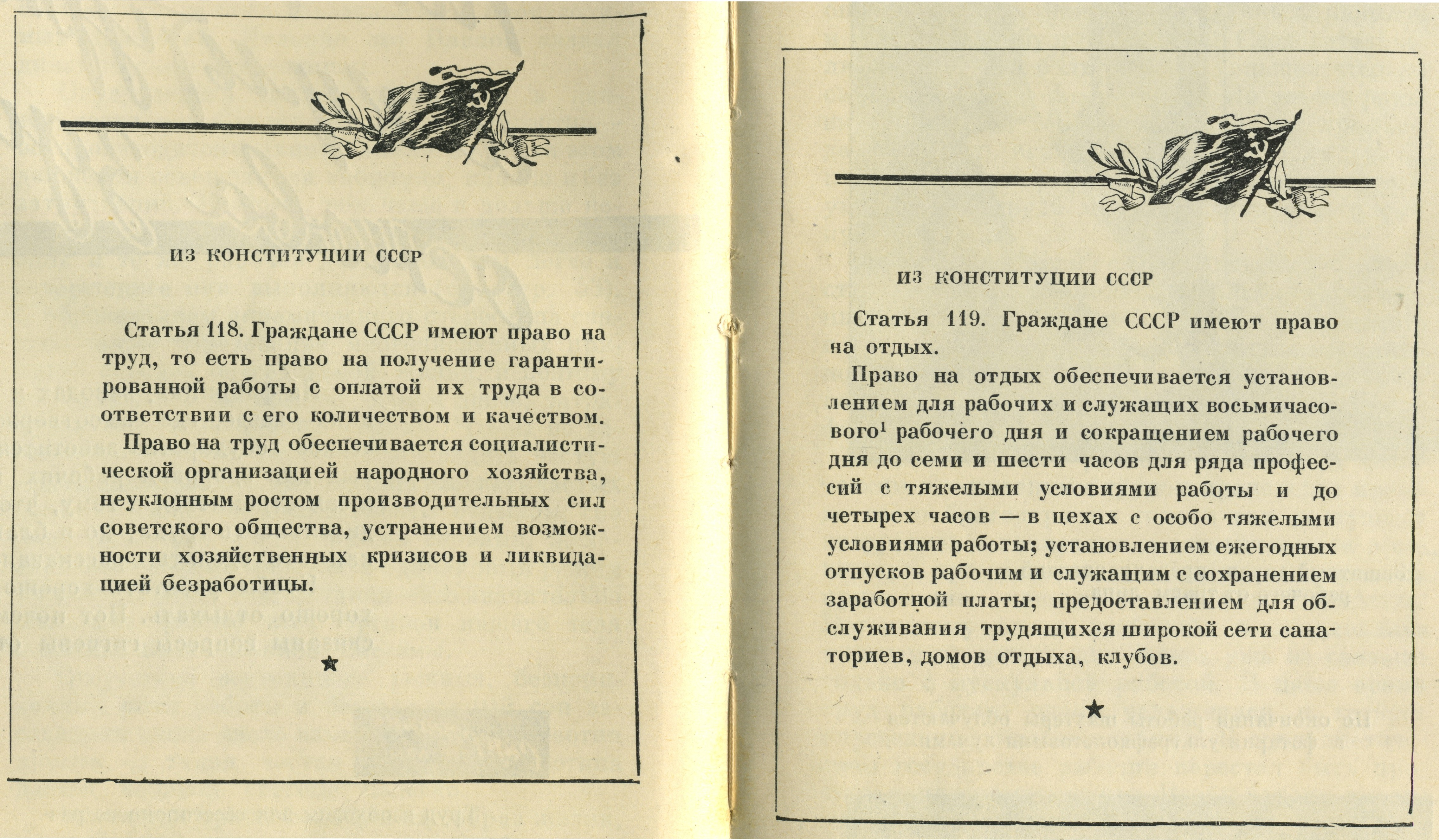
Право на труд в Конституции СССР, 1936

Право на труд — одно из экономических прав человека. Признано в статье 23 ВДПЧ, статье 6 МПЭСКП, статье 1 ЕСХ, статье 6 Сан-Сальвадорского протокола к Американской конвенции о правах человека, статье 15 Африканской хартии прав человека и народов. Закреплялось в статье 118 Конституции СССР 1936 года, статье 40 Конституции СССР 1977 года. В действующей Конституции России это закреплено в статье 37.
Всеобщая декларация прав человека (ООН, 1948 год) в статье 23 провозглашает, что каждый человек имеет право на труд, на свободный выбор работы, на справедливые и благоприятные условия труда и на защиту от безработицы; на равную оплату за равный труд; каждый работающий имеет право на справедливое и удовлетворительное вознаграждение, обеспечивающее достойное человека существование для него самого и его семьи, и дополняемое, при необходимости, другими средствами социального обеспечения. Для защиты своих интересов каждый человек имеет право создавать профессиональные союзы и входить в профессиональные союзы.
Европейская социальная хартия (1961 год) с статье 1 предусматривает право на труд, для обеспечения эффективного осуществления которого Стороны обязуются:
1. признать одной из своих основных целей и обязанностей достижение и поддержание как можно более высокого и стабильного уровня занятости, имея в виду достижение полной занятости;
2. обеспечить эффективную защиту права трудящихся зарабатывать себе на жизнь трудом по свободно избранной специальности;
3. создать или поддерживать для всех трудящихся бесплатные службы по трудоустройству;
4. обеспечить или содействовать обеспечению соответствующей профессиональной ориентации, профессиональной подготовки и переподготовки.

Согласно Международному пакту об экономических, социальных и культурных правах (ООН, 1966 год), каждый человек имеет
право на труд, включающее его право на получение возможности зарабатывать на жизнь трудом, а государство должно принимать меры в целях полного осуществления этого права (ст. 6).

## Право на труд в Российской Федерации
В Российской Федерации право на труд и формы его реализации закреплены в целом ряде законов различного уровня.
Статья 37 Конституции Российской Федерации предусматривает для каждого не только свободно выбирать род деятельности и профессию, но и право на безопасные условия труда, на вознаграждение за труд без дискриминации и не ниже установленного государством минимального размера оплаты труда. Гарантируется защита от безработицы, и на законные формы отстаивание интересов в трудовых спорах, включая право на забастовку. Неотъемлемой частью права на труд является право на отдых. Законодательно предусматривается для работников не только продолжительность рабочего времени (рабочий день, рабочая неделя), но и выходные (праздничные) дни, оплачиваемый ежегодный отпуск.
Практические аспекты права на труд конкретизированы и регламентированы в Трудовом кодексе, а также значительном количестве специальных законов и подзаконных актов, таких как федеральные законы «О минимальном размере оплаты труда», «О занятости населения в Российской Федерации», размеры пособий по безработице регулируются ежегодными постановлениями Правительства РФ.